# 卡普·安森
亞德里安·康斯坦丁·安森（英語：Adrian Constantine Anson，1852年4月17日—1922年4月14日），綽號「Cap」和「Pop」，為前美國職棒大聯盟的一壘手，生涯曾效力於森林市、運動家及白長襪/小馬(今小熊)等隊。安森被視為19世紀最偉大的棒球選手，他是大聯盟史上第一位達成生涯3000安的球員。此外，他還改良了比賽戰術，例如在比賽中增加暗號，以及投手輪換等等。
安森是一名極端的白人至上主義者，如果在比賽前，他發現對手陣中有黑人球員，他會拒絕參賽。1939年，安森入選名人堂。

## 職業生涯

### 國家協會
1871年，安森加入洛克福森林市隊。他的身高高達188公分，體重100公斤。他在1872年被交易到費城運動家，並在1872年和1873年成為國家協會上壘率、OPS最高的球員。後來芝加哥白長襪在1876年延攬安森入隊。

### 芝加哥白長襪/小馬
1876年，白長襪拿下國聯冠軍。這時安森還不是一名明星球員，但他已是一名穩定的打者。後來他在1880年到1886年間幫助球隊拿下5次國聯冠軍。這段期間，他做了許多新的執教方式，例如啟用三壘指導教練、替補外野手、投手輪換以及給打者下暗號等等。此外，安森也大膽地讓球員們盡力跑壘，造成對方的守備失誤。他也是第一位在比賽中執行打帶跑戰術的人。
1880年間，安森拿下2次打擊王、7次打點王。其中他在1881年的表現最好，該年他的打擊率為3成99，OPS高達.952。他也成為大聯盟史上首位連三打數開轟、2場比賽敲出5轟的球員。他還曾在一場比賽中，上演兩次獨力雙殺。1886年8月24日，安森達成了個人單場跑回6分的罕見紀錄。
1888年，安森與白長襪簽下10年合約，不過安森已經過了他的巔峰期。1891年，安森拿下聯盟打點王頭銜。他在執教方面，戰術也逐漸被對手破解，再也無法幫助球隊拿下冠軍。
1897年，走完合約的安森被球隊釋出，這也意味著他的球員生涯到此畫下句點。當時報紙形容沒有安森的芝加哥小馬就像一個孤兒一樣，這也是芝加哥孤兒隊命名的由來。

### 種族歧視

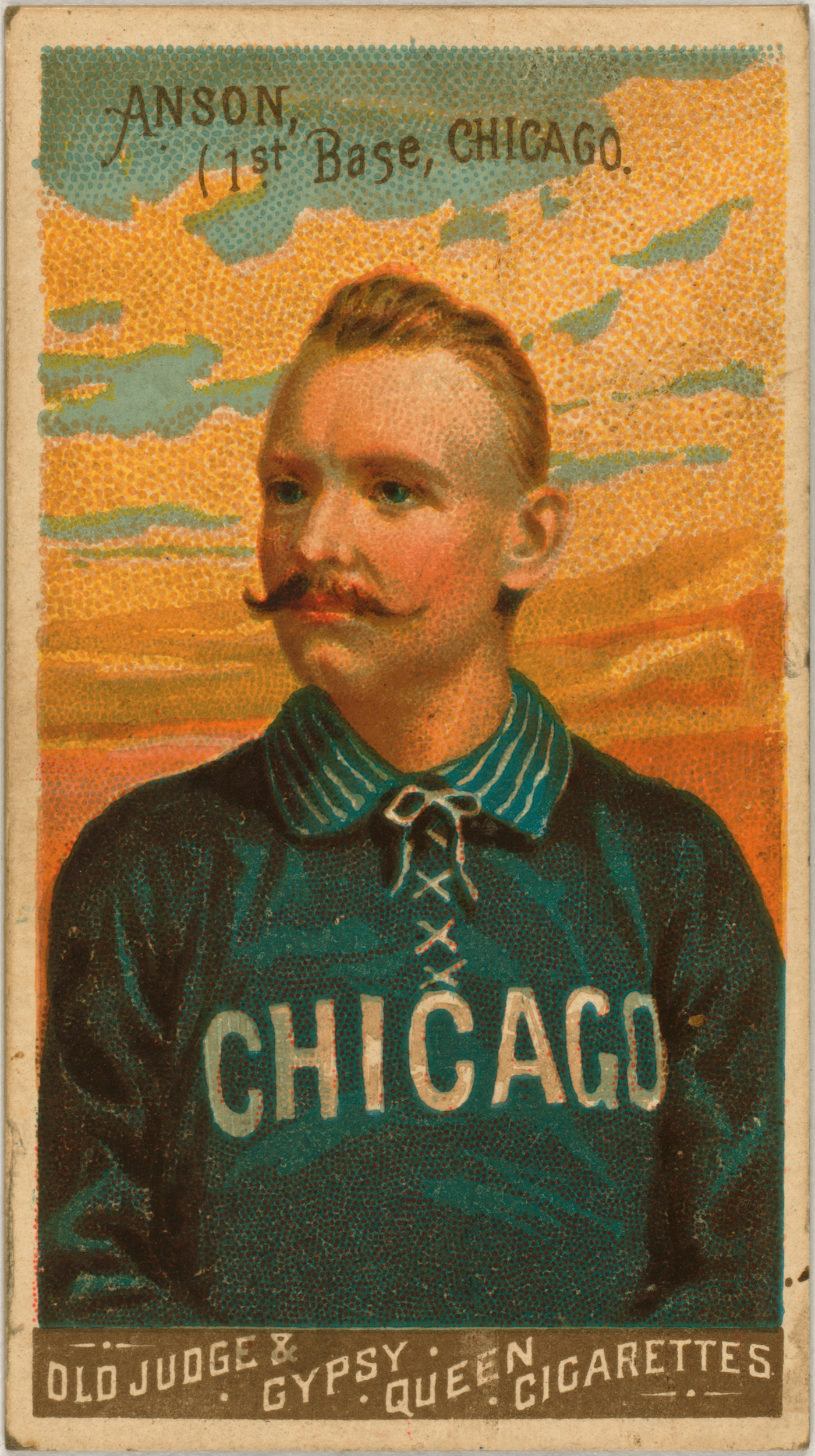
1888年的安森球員卡

1883年8月10日，安森拒絕在與托雷多藍長襪的表演賽中亮相，原因是對方捕手Moses Fleetwood Walker是一名黑人。後來對方總教練Charlie Morton告訴安森，如果白長襪拒絕比賽將會失去門票收入，這才讓安森打退堂鼓。不過安森曾在場上對著對方講出「nigger」(黑鬼)這個詞，並發誓他不會再讓球隊參加這樣的比賽。
1884年，白長襪再次與藍長襪比賽。不過這次Walker沒有上場，大家也不清楚究竟他是真的受傷，還是為了安撫白長襪球團的情緒。
球季結束後，藍長襪將Walker和他的弟弟Weldy釋出。他們也成為最後一批在大聯盟亮相的黑人球員，直到1947年的傑基·羅賓森打破種族藩籬。1887年7月14日，芝加哥白長襪與紐華克小巨人比賽，對方派出非裔美國黑人George Stovey先發，安森一樣拒絕出賽。後來各聯盟甚至達成一項協議，非裔美國黑人一律不得與大聯盟球隊簽約。

### 性格爭議
安森做為一名總教練，可說是相當的嚴格。他要求所有球員列隊進場，也禁止他們在比賽期間喝酒。然而諷刺的是，安森相當喜愛賭博。在當時的社會風氣，只要不要求選手放水打假球，任何的賭博行為都是可以被默許的。
根據當時球員在例行賽進行賭博的記錄，統整出了一份長達162頁的報告，其中安森在1876年至1900年間就在棒球比賽中下注了高達57次。

### 安打總數爭議
安森究竟是不是第一位達成生涯3000安成就的球員仍有待商榷，因為各家數據都不盡相同。在以前，保送上壘會被計算在安打數內，加上資料保存不易不齊全，這也導致現今要確認以前棒球員的精確安打數相當困難。安森在1887年獲得60次保送，若將其數據扣除，他的安打數僅有2995支。
另一個爭議點是安森曾效力於國家協會，究竟要不要將這段期間的安打數納入也是個問題，因為大聯盟官方是不承認國家協會的所有紀錄的。在目前的大聯盟官網上，安森於國家協會期間打出的安打數都沒有計算在生涯安打總數中。因此大聯盟官方統計安森的安打數為3011支，名列大聯盟第30名。Baseball Reference則是統計安森在大聯盟共敲出3012支安打，但他們將安森於國家協會打出的安打數統計在內，因此統計他共擊出3435支安打。美國棒球名人堂則是統計安森共擊出3081支安打，他們沒有算入國家協會的數據，但是將安森於1887年獲得的保送數算在安打內。

## 榮譽
1939年，安森入選名人堂。目前他的生涯得分、打點、安打、一壘安打和二壘安打數都仍是小熊隊史第一，也是目前唯一一位達成3000安成就的小熊球員。
防守方面，他的刺殺數是隊史最高，但失誤也排在隊史次高。
安森生涯在大聯盟打滿27年，至今仍是大聯盟紀錄。歷史上僅有諾蘭·萊恩一人追平。而他是第二位千勝教頭，僅次於Harry Wright，目前大聯盟也只有24位總教練達成執教千勝成就。

## 生涯打擊成績
| 出賽次數 | 打席  | 打數  | 得分 | 安打 | 二安 | 三安 | 全壘打 | 打點 | 盜壘 | 保送 | 三振 | 打擊率 | 上壘率 | 長打率 | OPS  |
| -------- | ----- | ----- | ---- | ---- | ---- | ---- | ------ | ---- | ---- | ---- | ---- | ------ | ------ | ------ | ---- |
| 2524     | 11331 | 10281 | 1999 | 3435 | 582  | 142  | 97     | 2075 | 277  | 984  | 330  | .334   | .394   | .447   | .841 |

## 個人生活
安森在1876年結婚，直到1915年妻子去世為止。安森共有3子4女，然而他的兒子全都早夭而亡。
1922年4月22日，安森因為腺體疾病去世，距離他70歲生日只有三天而已。

## 外部連結
- 球員資訊和成績在MLB ，ESPN ，Retrosheet ，Baseball Reference ，Fangraphs ，The Baseball Cube （英文）
- 卡普·安森在台灣棒球維基館上的頁面（繁體中文）